# 戈季-多布羅維德卡

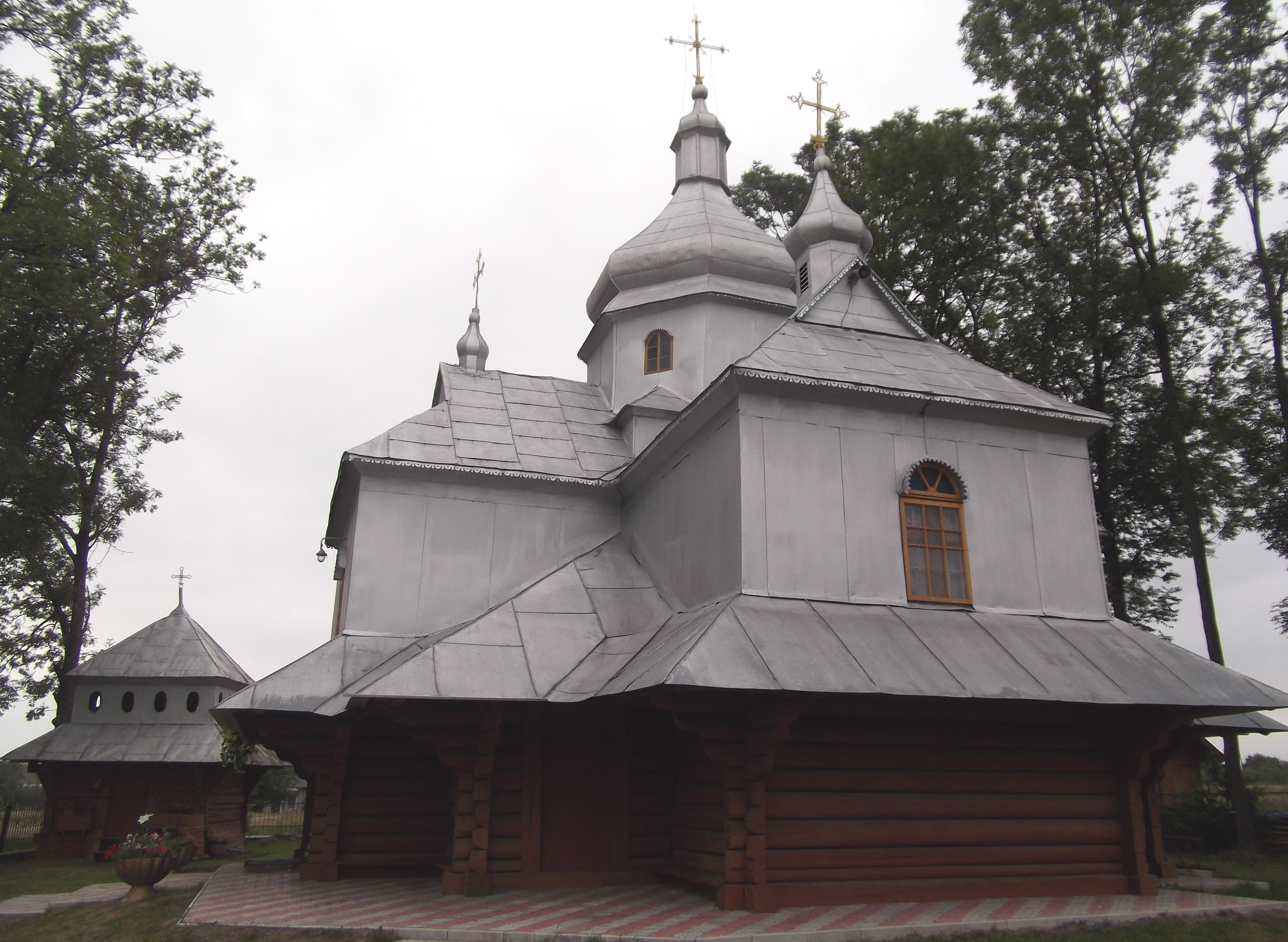

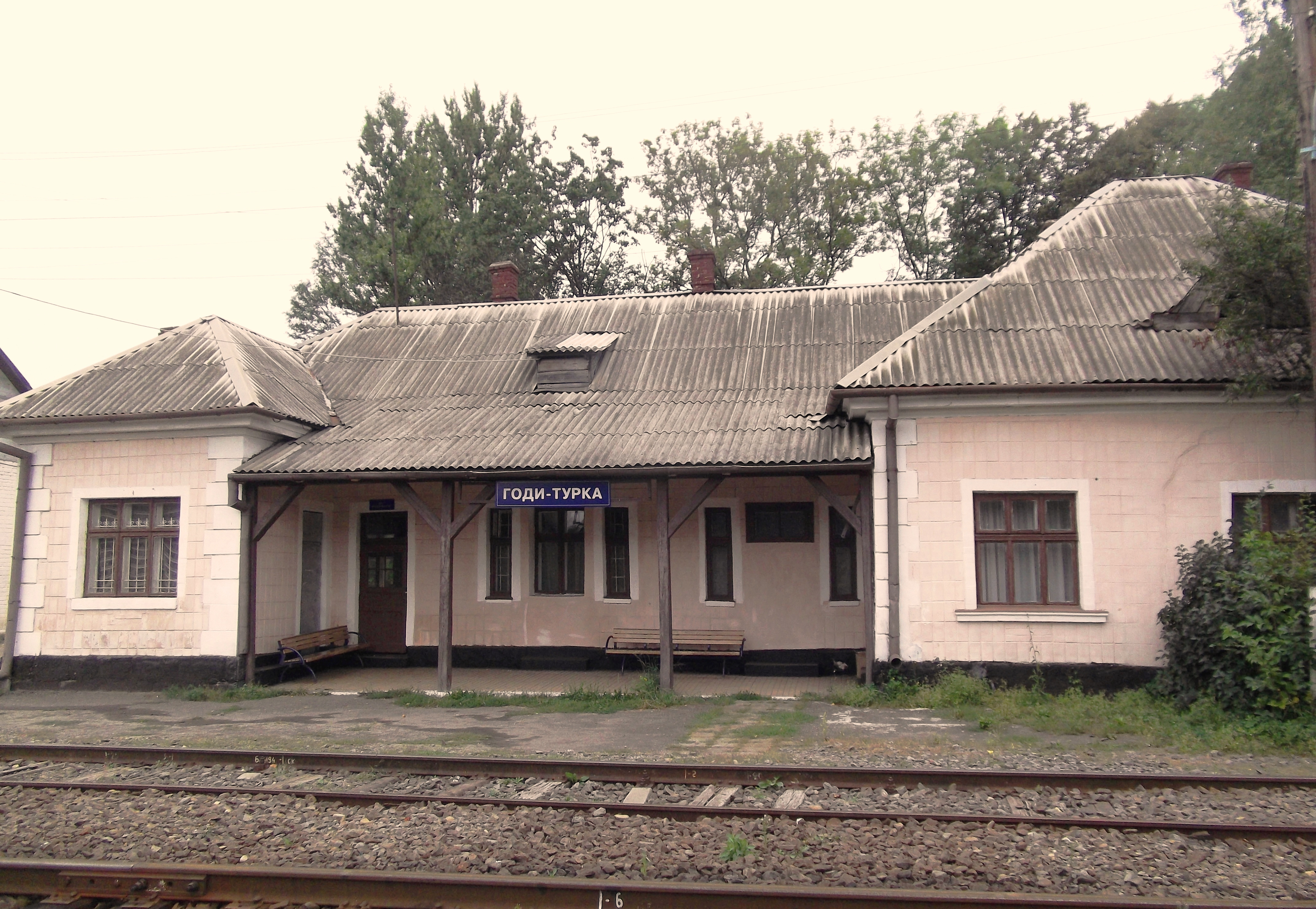

48°36′8″N 25°4′20″E / 48.60222°N 25.07222°E
戈季-多布羅維德卡（烏克蘭語：Годи-Добровідка），是烏克蘭的村落，位於該國西部伊萬諾-弗蘭科夫斯克州，由科洛梅亞區負責管轄，始建於1939年，面積12.88平方公里，2001年人口967。